# Фалчано дел Масико
Фалчано дел Масико је насеље у Италији у округу Казерта, региону Кампанија.
Према процени из 2011. у насељу је живело 3640 становника. Насеље се налази на надморској висини од 65 м.

## Становништво
Према резултатима пописа становништва 2011. у општини је живело 3.673 становника.
| 1951. | 1961. | 1971. | 1981. | 1991. | 2001. | 2011. |
| ----- | ----- | ----- | ----- | ----- | ----- | ----- |
| 3.593 | 3.836 | 3.317 | 3.701 | 4.078 | 3.866 | 3.673 |